# Wind of Change
Wind of Change (на български: Вятърът на промяната) е епична „мощна рок балада“ на германската рок група „Скорпиънс“ записана за техния единадесети студиен албум Crazy World от 1990 г. Песента е композирана и написана от певеца на групата Клаус Майне, а вдъхновението си за нея, той получава по време на двете посещения на групата в СССР в края на 80-те години на 20-и век – първо в Ленинград през 1988 г. и след това в Москва година по късно, като част от турнето за представянето на албума Savage Amusement. Всичко това съвпада с разгара на перестройката, когато враждата между комунистическия и капиталистическия блок утихва, едновременно с обнародването на мащабни социално-икономически реформи в СССР и гласност, насърчавани от съветския лидер Михаил Горбачов, на когото по късно „Скорпиънс“ подаряват златен диск и 70 000 долара авторски възнаграждения от сингъла.
Въпреки факта, че текстът на Wind of Change се отнася за Москва и преживяванията на групата в СССР, след като е издаден като трети сингъл от албума през 1991 г. той става световен хит точно след неуспешния преврат, който в крайна сметка довежда до разпадането на Съветския съюз и ознаменува падането на Берлинската стена, респективно на „Желязната завеса“ с края на Студената война. Песента се свързва и с всички останали политическите и социални събития, които се случват по това време в страните от Източна Европа, включително и в България. След пускането ѝ в продажба, тя постига огромен търговски успех по целия свят, като влиза в музикалните класации в 78 страни; в повече от 10 печели първо място и в още толкова е сред първите 10.
С няколко златни и платинени сертификати и вероятни продажби от над четиринадесет милиона копия по цял свят, Wind of Change е един от най-продаваните сингли в историята на музиката. Благодарение на постигнатия успех и поддикнати от звукозаписната компания, „Скорпиънс“ записват версия на испански език, наречена Vientos de Cambio. По същия начин издават и версия на руски език, озаглавена Ветер перемен, което ги поставя като първата германска рок група, която записва материал на този език. Песента записана на английски език, е най-продаваният сингъл на музикален артист или група от Германия. Това е и най-успешната „мощна балада“ на групата, след като надминава успеха, постигнат със Still Loving You, издадена в средата на предишното десетилетие.
Wind of Change получава предимно положителни отзиви от специализираните критици, които подчертават внимателното ѝ послание, музикалната ѝ атмосфера и усещането за надежда и мир. През годините различни критици и медии определят Wind of Change като една от най-добрите и най-важните „мощни балади“ в историята. От своя страна, нейният видеоклип допълнително насърчава това усещане за обединение, въпреки че звукозаписната компания смята, че резултатът е твърде политически, тъй като показва изображения на различни исторически събития, случващи се по това време. През 2006 г., Клаус Майне и Рудолф Шенкер регистрират Wind of Change, като запазаена търговска марка в Германия.

## Предистория
На 16 април 1988 г. „Скорпиънс“ издават своя десети студиен албум – Savage Amusement и на следващия ден започва съответното им промоционално турне в тогавашния Съветски съюз. Първоначално групата трябва да изнесе пет концерта в Москва и пет в Ленинград, но местните власти отменят датите в столицата, опасявайки се, че еуфорията на младежите ще предизвика бунтове. Въпреки това, като компенсация, петте отменени концерта са добавени към вече предвидените в Ленинград. Общо групата изнася десет концерта в Спортно-концертния комплекс Ленин между 17 и 26 април 1988 г., където съветската рок група „Горки Парк“ подгрява германците. Този факт прави „Скорпиънс“ първата хевиметъл група, която свири в Съветския съюз. Изпълнението там е „сбъдната мечта“ казва китариста Рудолф Шенкер, поради историята на войната, която разделя Германия – родната страна на „Скорпиънс“ – от Русия, той заяви: „Искахме да покажем на хората в Русия, че едно ново поколение германци, и те не идват с танкове и оръжия и не водят война, те идват с китари и рокендрол и носят любов!“ Положителният резултат от гореспоменатите концерти мотивира Док Макгий – мениджъра на групата и съветския промоутър Стас Намин да организират събитието Московски музикален фестивал на мира. На 12 и 13 август 1989 г. на Централния стадион „Ленин“ – сегашния Олимпийски стадион Лужники – „Скорпиънс“ споделят сцената с групите „Горки Парк“, „Бон Джоуви“, „Синдърела“, „Мотли Крю“, Ози Озбърн и „Скид Роу“. С предпоставката за подкрепа на фондацията за борба с наркотиците, фестивалът събира 200 000 души.

## Композиране и записване
Клаус Майне композира песента въз основа на моментите, преживени по време на престоя на групата в Ленинград през 1988 г. и в Москва през 1989 г., той каза: „Много млади руснаци уестиха, че цялото поколение на Студената война скоро ще свърши. Имаше чувство на надежда. И това се опитах да изразя в песента.“ По същия начин Рудолф Шенкер обяснява, че по определен начин Клаус Майне е уловил енергията на руската столица, въпреки факта, че Берлинската стена все още не е паднала, в тази страна: Горбачов донесе гласност и перестройка! Светът се променяше. Вокалистът е вдъхновен през август 1989 г., когато седи в парка „Горки“, гледайки река Москва, и завършва композирането на следващия месец. Док Макгий казва: Втората вечер, когато свирихме на „Фестивала на мира в Москва“, бяхме в автобуса, връщайки се от концерта, и Клаус си подсвиркваше Wind of Change.
Според Клаус Мейне и двете части от текста и структурата им „излизат доста бързо“, докато мелодията идва чрез свирене с уста. Това е първата песен, написана изцяло от него, тъй като дотогава той е главен текстописец, а Рудолф Шенкер е основният композитор на музиката в групата. Според барабаниста Херман Раребел, който е съавтор на някои хитове с Клаус Майне през 80-те години на миналия век, тази песен го изважда от процеса на писане на песни и твърди, че Клаус Майне му казва, че отсега нататък ще пише сам, тъй като благодарение на песента, той получава оферта за издаване и не иска да споделя финансовите печалби. Херман Раребел, който напуска групата през 1995 г., отбелязва: „От този момент знаех, че съм вън и беше просто въпрос на време. След това нямах повече креативност.“
Считана за „мощна рок балада“, медиите обикновено класифицират песента и сред съвременните стилове за възрастни, хардрок, хевиметъл, глем метъл, софт рок и арена рок. Текстът на Wind of Change, е свързан с политическите и социални събития, които се случват в Европа, като падането на Берлинската стена и обединението на Германия, но има и голямо въздействие след издаването си като сингъл през 1991 г., защото се смята за саундтрак на времето към края на „Желязната завеса“ и се превръща в „химн на мирната революция“. Композиторът обаче коментира, че му се струва любопитно, че се свързва с Германия и стената, а всъщност става дума за Москва. Според нотите, публикувани в „Мюзикнотс“ от „Алфред Мюзик“, песента е композирана в тоналност на до мажор с умерено бавно темпо от 77 удара в минута. Диапазонът на Клаус Майне се простира от нотата сол мажор 4 до сол мажор 5. От своя страна неговата хармонична прогресия се състои от C-D минор-C-D минор-а минор-G за куплетите и C-G-D минор-G-A минор-G минор за припевите.
Подобно на другите песни от албума Crazy World, Wind of Change е записана във „Виселорд Студиос“, Хилверсум, Нидерландия и в студиото, собственост на продуцента Кийт Олсън, „Гуднайт Ел Ей“ в Лос Анджелис, САЩ. Когато Кийт Олсън чува за първи път песента, си спомня: „Космите по ръцете ми настръхнаха. Имах копие от текста и беше просто Уау... Беше много силно емоционално изказване. Но това не беше я, я, ра, ра, ра политическо изявление. Беше толкова истинско.“ Интрото трябва да бъде създадено с китари и клавиши, но не проработва, докато не опитат оригиналната концепция на Майне, свиренето с уста. Въпреки че групата и продуцентът харесват включването му, ръководителите на „Мъркюри Рекърдс“ не са съгласни с тях и им препоръчват да го премахнат, което довежда до спор. Док Макгий им казва да не го оставят, докато Рудолф Шенкер отбеляза, че когато премахват свиренето с уста, „песента загуби нещо (...) [и] казахме майната му! Ние държим на свиренето с уста.“ Wind of Change е една от малкото песни на групата, където солото на китарата е изпълнено от Рудолф Шенкер, а не от Матиас Ябс. Клаус Майне, заедно с Рудолф Шенкер регистрират Wind of Change като регистрирана търговска марка в Европейския съюз през 2005 г.

### „Намеса на ЦРУ“
През май 2020 г. Патрик Радън Кийф от „Ню Йоркър“ разследва слух, че Централното разузнавателно управление има нещо общо в създаването на песента. Всичко започна, когато човек близък до журналиста заявява, че е чул, че някой от неговите началници в американското разузнаване написват историята. Чрез поредица от подкасти Патрик Кийф документира евентуалните събития и се опитва да изясни истинската връзка на такъв слух. По-късно Еди Транк се консултира с Клаус Майне за това и казва: „Това е много забавна история и наистина луда, но както казах, това изобщо не е вярно. Както бихте казали вие, американците, това са фалшиви новини.“ В допълнение, относно подкаста, той отбеляза, че: „(...) Тези момчета са професионалисти и много креативни и начинът, по който го сглобяват, се усеща като сериал на „Нетфликс“, нали? Ето какво е.“ През декември 2020 г. онлайн списанието „Дедлайн Холивуд“ обявява, че подкастът, озаглавен Wind of Change, ще бъде адаптиран за телевизия от „Хулу“.

## Издаване
Wind of Change е издаден по целия свят на 20 януари 1991 г. като трети сингъл от Crazy World, чрез звукозаписните компании „Мъркюри Рекърдс“ и „Въртиго Рекърдс“, с които „Скорпиънс“ работят по това време. Носителите, на които е достъпен са всички налични и познати към този момент физически формати, като 7 и 12-инчова грамофонна плоча, аудиокасета и компактдиск. Съдържанието на всяко издание е разнообразно, в зависимист от територията, на която е издаден сингъла и формата на съхранение, като при грамофонните плочи, песните и техния брой на обратната „Б“ страна също се различават.
Европейската седем инчова плоча включва песента Restless Nights, докато дванадесет инчововото издание съдържа последната до този момент записана на живо версия на Big City Nights, от „Фестивал на мира в Москва“. На 20 май „Въртиго Рекърдс“ издават Wind of Change в Обединеното кралство, но дванадесетинчовият носител включва, версията записана на живо на The Zoo. На 29 юли е издаден на компактдиск, като за втора песен е добавена Money and Fame. На 16 септември „Въртиго Рекърдс“ издават сингъла отново в Обединеното кралство, този път на дванадесет инчовова плоча с Hit Between the Eyes и Blackout на обратната страна, докато компактдискът включва само To Be With You in Heaven.
За разлика от другите европейски страни, където Tease Me Please Me и Don't Believe Her са издадени като първи и втори сингъл, във Франция е направено обратното, където Wind of Change е първият издаден сингъл от албума. Според Мишел де Соуза, търговски представител на издателя в тази страна, те обмислят успеха на Still Loving You в средата на 80-те години, така че песента бързо да започне да се пуска по радиостанциите. Въпреки значението, което е придадено на песента, Клаус Майне отбелявза: „В онези дни никой не каза: „Знаеш ли, откакто падна Берлинската стена, това би било страхотна песен за този момент във времето.“ Никой не е казал това.“ и беше издаден само защото някой си помисли, че „може да е добър сингъл“.

## Оценки и възприемане

### Търговски успех
Wind of Change покрива очакванията на „Мъркюри Рекърдс“ и става хит във Франция. На 5 януари 1991 г. сингълът дебютира под № 32 в националната класация и постепенно започва да се изкачва нагоре, като за по-малко от месец влиза в топ десет. На 9 март песента достига първо място и остава там седем последователни седмици. Скоро след това, в публикация на списание „Мюзик и Медия“, според междупрофесионалната организация, която защитава интересите на френската звукозаписна индустрия, продажбите на сингъла визлизат на около 400 000 бройки и получава „платинен статус“. Докато официално сингълът е отчетен с 250 000 продадени бройки и „златен статус“ от същата организация. Години по-късно Wind of Change отново влиза в класацията, първо през юли 2011 г. и след това през февруари 2014 г., където достига съответно № 90 и № 140. Рудолф Шенкер отбеляза, че: „(...) Wind of Change стана много популярен там [Франция]. И оттам дойде нещо като революция на тази песен, от една страна в друга“. В Германия песента остава 51 поредни седмици в класацията, единадесет от тях (от 3 юни до 12 август) № 1. Преди края на годината Федерална асоциация на музикалната индустрия, му присъжда платинена плоча, представляваща 500 000 бройки, продадени в Германия. През февруари 1992 г. асоциацията съобщава, че Wind of Change е най-пусканата песен в Германия през 1991 г. В Австрия сингълът също достига до първо място и през ноември е награден с платинена награда от националния филиал на Международната федерация на фонографската индустрия за продажба на повече от 50 000 бройки.
Между първото и второто тримесечие на 1991 г. Wind of Change достига първо място и в други европейски страни като Нидерландия, Норвегия, Полша, Швейцария и Швеция. За разлика от това, което се случва в континентална Европа, в Обединеното кралство песента достига едва 53 позиция в „Ю Кей Сингълс Чарт“. Сингълът остава почти незабелязан според репортажите на британското радио и „Фонограм Рекърдс“ – собственик на „Въртиго Рекърдс“ – решава да си „почине“. След като започва да се налага в Съединените щати, компанията го преиздава през септември и преиздава албума на свой ред. В тази връзка, Wind of Change повтаря успеха постигнат в други страни и достига второ място в „Ю Кей Сингълс Чарт“, както и в „Мюзик Уик Топ 75 Сингълс и първо в „Ю Кей Инди Чарт“. През октомври Британската фонографска индустрия сертифицира песента със сребърен сертификат за продажба, минаващи повече от 200 000 копия. По същото време, в Ирландия достига второ място класация за сингли.
В Европа, в класацията на списание „Мюзик енд Медия“, Wind of Change дебютира под № 50 на 26 януари 1991 г. и достига до № 6 на 13 април. След януари песента започва постоянно да се излъчва по френските радио станции и на 18 май, благодарение на излъчванията си в Германия и в по-малка степен в Норвегия, Дания и Бенелюкс, това ѝ позволява да влезе в „Евро Хит Радио Топ 50“ на 24-то място. На 29 юни отново влиза в „Евро Хит Радио Топ 50“, този път на двадесет и трето място, поради излъчване в девет страни, най-вече в Германия, Франция и Бенелюкс. В края на годината, на 12 октомври за трети път влиза в същата класация, след като песента е преоткрита от британските радиостанции. В Европа, през август 1991 г., Wind of Change е десетият най-продаван сънгъл. На 2 февруари песента дебютира под № 84 в главната европейска класация за сингли и достига до № 1 на 8 юни. В годишен преглед, Wind of Change завършва като втория най-успешен сингъл след (Everything I Do) I Do It for You на Брайън Адамс. С общо 47 седмици в класацията към 21 декември 1991 г. и все още в класацията, той надминава рекорда на Блек с Wonderful Life от 1988 г. (който е 46 седмици в класацията) за прекарани най-много седмици в европейските топ 100 сингли. Wind of Change е най-продаваният сингъл в Европа от германски изпълнител.
От своя страна в САЩ песента влиза в музикалните класации на няколко от тогавашните специализирани списания. В тези, разработени и управлявани от списание „Билборд“, Wind of Change достига № 43 в „Адулт Контемпорари“, № 9 в „Радио Сонгс“, № 4 в „Билборд Хот 100“, № 2 в „Мейнстрийм Рок Тракс“ и № 3 в „Хот Джубокс Сингълс“. По същия начин, изданието влиза сред десетте най-продавани сингъла в основните класации на „Гейвин Репорт“, „Хитс“, „Кешбокс“ и „Рейдио енд Рекърдс“. Освен това, Wind of Change има важно присъствие в радиостанциите в тази страна, главно между август и септември 1991 г. Според „Рейдио енд Рекърдс“, сингълът достига класациите на пазарите на „Си Ейч Ар Нешънъл Еърплей“: № 13 на основните, № 7 на вторичните и № 4 на малките пазари. На 4 септември 1991 г. Асоциацията на звукозаписната индустрия на Америка сертифицира физическият носител със златен сертификат за продадени повече от 500 000 копия в Съединените щати.
Според вътрешната част от обложката на британското издание на сънгъла, той достига също така № 1 в Чили и Израел. През октомври 1991 г., достига седмо място в австралийската музикална класация и през същата година Асоциацията на австралийската звукозаписна индустрия му присъжда златен статус, след продажбата на повече от 35 000 копия. В Нова Зеландия, Wind of Change се позиционира под № 17 в официалната новозеландска музикална класация, докато в Канада достига № 10 в Топ 100 на списание „Ар Пи Ем“.
На 19 октомври 1991 г. „Мюзик едн Медия“ съобщава, че домомента сингълът е продаден в около 2,5 милиона копия, като най-продаваните пазари са САЩ (600 000), Германия (600 000) и Франция (500 000). Общо се смята, че Wind of Change влиза в класациите на 78 държави и до 2009 г. е продаден в повече от 14 000 000 копия. Десет години по-късно, през юли 2019 г., Клаус Майне казва, че може би вече има около 15 милиона продадени копия, което го прави един от най-продаваните сингли в света.

### Коментари на критиците
Песента получава предимно положителни отзиви от критиците. Тим Евънс от „Ар Пи Ем“ споменава, че това е „безспорно най-големият радио хит на групата“. По същия начин, в рецензията на Crazy World, същото канадско списание счита, че заедно с Money and Fame и To Be With You in Heaven – заема видно място в албума. Дейв Шолин от „Гейвин Репорт“ отбеляза, че е „провокиращо замисляне“ и „историческите събития от последната година и половина се разглеждат от уникална гледна точка и са изразени с емоция, която наистина вълнува“. Американското издание „Хитс“ го определя като „страхотна песен, страхотен видеоклип, интензивни заявки и горещи продажби, можете ли да кажете успех? Те Да.“ От своя страна списание „Билборд“ отбеляза, че това е щастлива и „лирично размишляваща песен“, която може да бъде пренесена на поп арената. Освен това те отбелязат, че неговите „шепнещи припеви, обвити в фини линии на акустична китара, украсяват отличителните водещи вокали на Клаус Майне.“
Бари Вебер от „Олмюзик“ пише, че заедно със Send Me an Angel „са може би две от най-добрите бавни парчета на групата, които могат да се похвалят с успокояваща хармония и текстове.“ Гьотц Кюнемунд от германското списание „Рок Хард“ я нарича „супер балада“. Джеф Джайлс от „Утимейт Класик Рок“ също пише, че това е „по-лека балада“ и „е перфектната песен в идеалния момент за „Скорпиънс“, отбелязвайки още, че нейните текстове „улавят духа на времето във време на огромен политически смут и стана химн за края на „Студената война“.“ Александър Милас от „Класик Рок“ отбеляза, че в „аналите на рок музиката няма песен, която да е по-незабавно разпознаваема или преплетена с една от най-сеизмичните геополитически промени на 20-ти век, падането на Берлинската стена, от Wind of Change“. На свой ред той каза, че ...това е може би една от най-монументалните и най-разпознаваеми мощни балади на всички времена и може да се каже, че е комерсиалният връх на „Скорпиънс“.
Яна-Софи Браселер от германския вестник „Хамбургер Абендблат“ я нарича „Химнът на падането на стената“, въпреки че „славната нощ, за която се пее“ не съответства на това събитие. Ричард Биенсток от „Ролинг Стоун“ също наблегва на това, но благодарение на нейните „чувства на надежда и мир“, както и на нейния музикален видеоклип, „я свърза неразривно с края на „Студената война“ и обединението на Източна Германия и Западна“. Кристин Ленен от „Дойче веле“ казва, че Wind of Change „остава една типична сърцераздирателна „силна“ балада“. Надин Войчик от същата германска радио и телевизионна служба отбеляза, че нейните английски текстове „уловиха настроението на момента в целия Източен блок и надеждата на хората за промяна“. Джейсън Хелър от „Ей Ви Клъб“ коментира, че песента притежава „широки щрихи, прости фрази“ и е „безсрамна в отчаяния си опит за епичност“. Освен това той пише, че „от носталгичните подсвирквания на Майне до текстовете му за войниците в „Горки парк“, това е химн [...], който се застъпва за братството, прошката и помирението“.
Wind of Change също получава и някои негативни отзиви. Например списание „Пийпъл“ смятат за голяма изненада, чието спокойствие е достатъчно, за да накара групата да подсвирква и задават риторични въпроси като „какво се опитват да направят тези момчета, да си развалят имиджа?“ и „мрачен тон на размисъл и политика?“. Списание „Ен Ем И“ пише, че „се надяваме, че Wind of Change ще бъде последното свистящо соло на Клаус“.

### Признания
Песента се свързва с революциите от 1989 г. и падането на Берлинската стена. През годините различни медии и критици споменяват песента в различни публикации. През 1992 г. Американското дружество на композиторите, авторите и издателите я цитира като една от най-пусканите песни през 1992 г. През 1999 г. германското радио „Шлезвиг-Холщайн“ ѝ присъжда наградата „Ар Ес Ейч Голд“ за най-успешна песен на германска група, а през 2005 г. зрителите на германския телевизионен канал „Цет Де Еф“ я избират за песен на века. През 2011 г. списание „Ролинг Стоун“ я класира на трето място в 15-те най-добри свирливи песни на всички времена. По същия начин, песента е включеан в списъците „1001 песни, които трябва да слушате, преди да умрете“, „10 001, които трябва да изтеглите“, „7500-те най-велики песни от 1944-2000“ от Брус Полок, „1000 песни, които промениха живота ни“ от италианския критик Ецио Гуайтамаки и „100-те велики рок балади“ от неговия сънародник Марко Гаравели. Wind of Change, е част класации определящи най-добрите „мощни балади“ в историята, разработени от някои медии като „Ю Дискавър Мюзик“, „Класик Рок“, „Вашингтон Поуст“ и „Ем Ес Ен“.

## Видеоклип
Режисурата на клипа е поета от американеца Уейн Ишам, който се запознава с групата в Берлин, когато изнасят концерт на живо и те вече записват част от видеото. Според режисьора, всеки има мнение за случващото се по отношение на световните събития и иска сюжета да бъде нещо повече от просто показване на едно от техните изпълнения на живо. С първоначалната идея за включване на изображения от падането на Берлинската стена, Уейн Ишам коментира, че това е вдъхновението да отигнат по-далеч: „Те искаха да го направят по-всеобхватно. По-универсален. От политиката до околната среда.“
Основният сюжет показва „Скорпиънс“, изпълняващи песента в „Дойчландхале“ в Берлин, която те комбинират с изображения от тяхното изпълнение на Московски музикален фестивал на мира и част от престоя им в Москва, взети от видео албума To Russia with Love and Other Savage Amusements от 1988 г. Отделните кадри са смесени с някои събития, които се случват или са в ход по това време, като падането на Берлинската стена, социални вълнения, катастрофата на петролния супертанкер „Ексон Валдес“, политически и обществени фигури като Нелсън Мандела, Лех Валенса, Йоан Павел II и Михаил Горбачов, наред с други. Когато клипът свършва, Клаус Майне вдига ръката си със запалена запалка в нея, гледайки към небето.
Издаден през април 1991 г., Уейн Ишам си спомня, че групата го харесва, но някои хора от звукозаписната компания откриват, че са прекалили и резултатът е твърде политически. Според Александър Милас от „Класик Рок“ това е видеото, което „завладява въображението във всяка часова зона и излъчва важно чувство у хората“. Музикалната телевизия „Ем Ти Ви“, класира песента на 16-то място в своя списък на 100-те видеоклипа от 1991 г.

## Изпълнения на живо
Wind of Change е изпълнена за първи път на живо на 23 ноември 1990 г. във Форест, Белгия по време на световното концертно турне Crazy World Tour и оттогава е част от включените песни на всяко едно турне на „Скорпиънс“ и с изключение на 1995 и 1998 г., се изпълнява от групата всяка година. През декември 1991 г. те са поканени от Михаил Горбачов да се срещнат с него и съпругата му Раиса в Московския Кремъл, така те се превръщат в първия западен рок изпълнител, който се среща със съветския лидер. На срещата те говорят предимно за музика и „Скорпиънс“ се възползват от възможността да му дадат два чека на обща стойност 70 000 долара, половината от които са дарени от групата, а другата половината от звукозаписната компания. Парите, получени от авторкси права от песента, се използват за закупуване на медицинско оборудване за детски болници в различни градове. След това, те изпълняват песента на Червения площад на Кремъл. За приема в двореца Клаус Майне си спомня: „Не е защото сме група номер едно (...) Много повече е заради песента, която перфектно удари духа на времето. „Ветровете на промяната“ ни доведоха до Кремъл.“
На 11 ноември 1999 г., с руския диригент Мстислав Ростропович, „Скорпиънс“ изпълняват Wind of Change със 166 челисти пред Бранденбургската врата в Берлин, за да отпразнуват десетата годишнина от обединението на Германия. На следващата година, заедно с трупата на Берлинския филхармоничен оркестър изпълняват песента на Експо 2000 в Хановер, Германия. На 6 септември 2003 г., като част от световното турне на Tour 2003, те изпълняват песента, този път с Президентския оркестър на Руската федерация в Москва, за да отбележат 865-ата годишнина на руската столица. Песента е предварително избрана след интернет гласуване от феновете на групата да присъства сред изпълнените на концерта във Вакен през 2006 г., издаден под името Live at Wacken Open Air. На 17 декември 2009 г. Клаус Майне, в качеството си на посланик, участва в XV Гала, благотворително събитие, създадено от фондацията на испанския тенор Хосе Карерас, за събиране на средства за борбата с левкемията. По този повод двамата изпяват Wind of Change в дует.
На 30 март 2011 г. групата е поканена да изпълни песента на събитие в чест на осемдесетия рожден ден на Михаил Горбачов, проведено в „Роял Албърт Хол“ в Лондон. През 2022 г. „Скорпиънс“ все още изпълняват песента на живо, но с промяна на част от текста в светлината на руското нахлуване в Украйна през 2022 г. Началните редове се променят на „Сега слушай сърцето ми / То казва Украйна, чакайки вятъра на промяната.“ Майне заявява: „Не е моментът с тази ужасна война в Украйна, която бушува, не е моментът да романтизираме Русия“. С над 1100 на брой изпълнения на живо, Wind of Change е седмата най-често изпълнявана от състава песен.

## Версии

### Презаписи направени от „Скорпиънс“
Поради успеха на песента в световен мащаб, Клаус Майне казва, че звукозаписната компания ги моли да направят версия на испански език, която е издадена през 1991 г. на някои испаноговорещи пазари под заглавието Vientos de Cambio. „Скорпиънс“ записват Wind of Change и на руски, „защото руският народ също трябва да знае посланието“, според Рудолф Шенкер. Издаденият през 1991 г. в Европа сингъл, носи името Ветер Перемен, а Клаус Майне потвърждава, че версията е трудна за направа и изразява съмнения дали е добра или не. Този факт позиционира „Скорпиънс“ като първата германска рок група, която записва материал на руски език.
След издаването си, групата я изпълнява на живо на почти всички следващи концертни турнета. Някои от нейните записи, изпълнени на живо са включени в албумите Live Bites (1995) и Live 2011 - Get Your Sting & Blackout (2011), както и в пълнометражните видеоклипове на A Savage Crazy World (1991) и One Night in Vienna (2005). По същия начин, симфоничната версия, записана с Берлинския филхармоничен оркестър, е издадена в аудио и видео версията на албума Moment of Glory (2000). Wind of Change е препработена още три пъти през години в акустичен вариан и включена в аудио и видео версията на албума Acoustica (2001), записаният на живо в Бразилия с компанията на бразилски музиканти Amazonia – Live In The Jungle (2009) и отново в аудио и видео версия, този път на MTV Unplugged in Athens (2013), където Клаус Майне я изпълнява в дует с Мортен Харкет. През 2011 г. групата презаписва със съвременна технология песента за албума компилация Comeblack.

### Версии, направени от други изпълнители
През годините различни изпълнители правят свои собствени версии за съответните си албуми. Първата от тях е на италианската танцова група „Дажки Муур“, която издава 7-инчов сингъл с три ремикса на песента в страната си през 1991 г. През 1994 г. ирландският флейтист Джеймс Голуей я записва в инструментална версия за своя албум, озаглавен Wind of Change. От своя страна, през същата година германската поп рок група „Бопин Би“ прави кавър за албума си Hits. Други изпълнители, които записват в студио или на живо Wind of Change, са Хосе Карерас, „Туанг“, Десетте тенора, „Паралокс“ и много други. Американският музикант Адам Грийн заедно с актьора Маколи Кълкин, през 2010 г. я изпълняват на живо на Берлинския фестивал.
По същия начин песента е адаптирана на други езици: немски от Адоро (Wie der Wind sich dreht) и „Хейси Дикси“ (Wind der Veränderung), италиански от Фиорлео (Ridi) и португалски от Яхи (Como o Vento). Австрийският композитор Кристиян Колоновиц и продуцента Ерик Махол правят кавър на Ветер Перемен, докато „Медина Азахара“ на Vientos de Cambio.

## В други проекти
Wind of Change е включена във филмите В търсене на среднощна целувка (2008), Джентълмените Бронко (2009), Убийствено интервю (2014), Островът на любовта (2014) и видеоиграта SingStar Rocks! (2006). Песента може да бъде чута в откриващата сцена на екшън комедията Бивш под прикритие (2018), както и в телевизионните сериали Мелроуз Плейс, Чък и много други.

## Легендата за вечността
Легендата за вятъра на промяната е свързвана с Тибет. Тя разказва, че тибетските будистки монаси са знаели тайната как да предизвикат вятъра на промяната. Те обучавали пеперуди, които да го улавят, и по този начин да живеят вечно.

## Списък с песните
| Европа 1. Wind of Change – 5:10 2. Tease Me Please Me – 4:44 САЩ 1. Wind of Change – 5:10 2. Restless Nights – 5:44 3. Big City Nights (Live) – 5:10 | 1. Wind of Change – 5:10 2. Restless Nights – 5:44 САЩ и Канада 7-инчова грамофонна плоча 1. Wind of Change – 5:10 2. Money and Fame – 5:06 |

## Музиканти
- Клаус Майне – вокали
- Рудолф Шенкер – китари
- Матиас Ябс – китари
- Франсис Буххолц – електическа бас китара
- Херман Раребел – барабани

## Позиция в класациите
| Класация (1991 – 1992)              | Най-висока позиция |
| ----------------------------------- | ------------------ |
| Австрия                             | 1                  |
| Германия                            | 1                  |
| Европа                              | 1                  |
| Израел                              | 1                  |
| Нидерландия (Top 40)                | 1                  |
| Нидерландия (Сингли Top 100)        | 1                  |
| Норвегия                            | 1                  |
| Полша                               | 1                  |
| Франция                             | 1                  |
| Чили                                | 1                  |
| Швейцария                           | 1                  |
| Швеция                              | 1                  |
| Великобритания (Ю Кей Сингълс Чарт) | 2                  |
| Белгия (Фландрия)                   | 2                  |
| Дания                               | 2                  |
| Ирландия                            | 2                  |
| САЩ (Рок песни)                     | 2                  |
| САЩ (Билборд Хот 100)               | 4                  |
| САЩ (Топ 100 повтарящи се)          | 6                  |
| Австралия                           | 7                  |
| Канада                              | 10                 |
| Нова Зеландия                       | 17                 |
| САЩ (Съвременни песни)              | 43                 |

| Класация (1991)         | Най-висока позиция |
| ----------------------- | ------------------ |
| Австрия                 | 1                  |
| Германия                | 1                  |
| Швейцария               | 1                  |
| Европа                  | 2                  |
| Нидерландия             | 8                  |
| Великобритания          | 21                 |
| САЩ („Билборд Хот 100“) | 39                 |
| Австралия               | 43                 |
| Канада                  | 94                 |

## Сертификати и продажби
| Страна                                            | Сертификат | Сертифицирани бройки продажби |
| ------------------------------------------------- | ---------- | ----------------------------- |
| Австралия (ARIA) Физически продажби през 1991     | Златен     | 35 000                        |
| Австрия (IFPI) Физически продажби през 1991       | Платинен   | 50 000                        |
| Бразилия (PMB) Дигитални продажби                 | Златен     | 30 000                        |
| Великобритания (BPI) Физически продажби през 1991 | Сребърен   | 200 000                       |
| Германия (BVMI) Физически продажби през 1991      | Платинен   | 500 000                       |
| Дания (IFPI) Дигитални продажби                   | Платинен   | 90 000                        |
| Италия (FIMI) Продажби от 2009                    | Платинен   | 30 000                        |
| Русия (NFPF) Рингтон продажби 2006-2011           | Златен     | 100 000                       |
| САЩ (АЗИА) Физически продажби през 1991           | Златен     | 500 000                       |
| Франция (SNEP) Физически продажби през 1990       | Златен     | 250 000                       |